# 闘茶〜Tea Fight〜
『闘茶〜Tea Fight〜』（とうちゃ ティーファイト）は、2008年公開の日本・台湾合作映画である。
公開時のキャッチコピーは、「幸せになれる幻のお茶を求めて京都から台湾へ──。茶に心を奪われた人々の物語──」。

## ストーリー
京都で老舗の茶屋を営む八木圭は、先祖代々に伝わる「黒金茶の呪い」により、茶に関わると災いが起こると信じ込み、現在店を閉めたまま定職にもつかず暮らしている。そんな父親を心配する娘の美希子は、幼馴染の月彦と、ある日家の蔵の古い書物に「黒金茶の呪い」を解く方法を見つける。その方法とは、2種類ある黒金茶「雄黒金茶」と「雌黒金茶」のうち「雌黒金茶」から作り出したお茶で「雄黒金茶」に闘茶を挑み勝つことだという。さらに自宅にある古い茶木が「雌黒金茶」であることを突き止め、美希子と月彦は呪いを解くべく「雄黒金茶」を追って台湾に向かう。一方台湾では、闇の茶市場を牛耳る台湾マフィアのボスのヤンと謎の美女ルーファが「雌黒金茶」を狙っていた。「雄黒金茶」を追ううちに、マフィアのボス・ヤンに捕まってしまった美希子と月彦、圭、ルーファ。そして美希子の「茶人なら茶人らしく闘茶で決着をつけるべき」という一言で、ヤン、ルーファ、圭の3人で闘茶が行われることになる。

## 闘茶
闘茶とは、お茶を評価しあう競技のこと。中国の福建省で生まれた。日本には宋から伝わり、鎌倉末期から南北朝時代に流行した。

## キャスト
| 八木圭           | （演：香川照之）                     |
| 八木美希子       | （演：戸田恵梨香）                   |
| 楊（ヤン）       | （演：周渝民（ヴィック・チョウ））   |
| 如花（ルーファ） | （演：張鈞甯（チャン・チュンニン）） |
| 陸羽             | （演：曾志偉（エリック・ツァン））   |
| 村野月彦         | （演：細田よしひこ〈現・細田善彦〉） |
| 村野徳治郎       | （演：ほんこん）                     |
| 八木緑           | （演：藤田陽子）                     |

## スタッフ
- 監督：王也民（ワン・イェミン）
- 脚本：山田あかね
- 撮影：陳志英
- 音楽：ショーン・レノン、ZAK
- 原案：王也民（ワン・イェミン）
- アニメーション：スタジオ4℃
- 配給：ムービーアイ
- 宣伝：角川メディアハウス